# Stephanskathedrale (Shkodra)

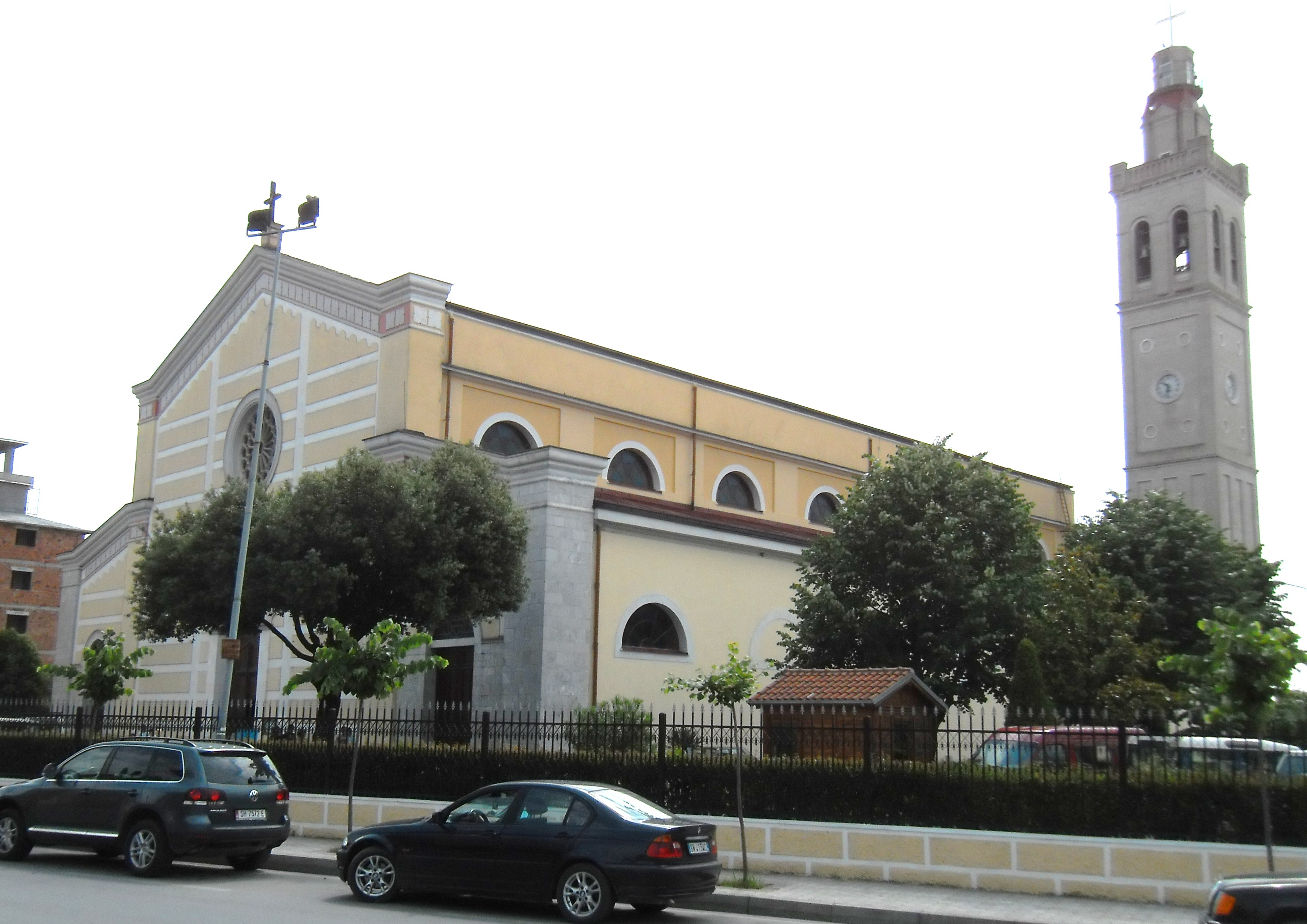
Erzbischöfliche Stephanskathedrale zu Shkodra

Die Stephanskathedrale (albanisch Katedralja e Shën Shtjefënit) ist eine römisch-katholische Kathedrale in der nordalbanischen Stadt Shkodra und Sitz des Erzbistums Shkodra-Pult. Das dem heiligen Stephanus geweihte historistische Bauwerk wurde 1865 eröffnet. Sie wird auch Große Kirche (Kisha e Madhe) genannt.

## Geschichte
Der Bischof von Shkodra residierte in der ersten Hälfte des 19. Jahrhunderts im Dorf Jubani. Shkodra verfügte damals über kein katholisches Gotteshaus. Der Gottesdienst fand auf dem Friedhof statt. Österreich-Ungarn setzte sich im Rahmen des Kultusprotektorats für einen Kirchbau in Shkodra ein.
Im Jahr 1851 kam der osmanische Sultan Abdülmecid I. dem Begehren der Bevölkerung nach und genehmigte in einem Ferman den Bau einer Kathedrale. Sie war Ersatz für die zu einer Moschee umgewandelten Stephanskathedrale auf der Burg Rozafa. Die Bauarbeiten begannen nach sieben Jahren am 7. April 1858 in Anwesenheit des Statthalters. Die Verzögerung rührte aus dem teuren Projekt eines nicht namentlich bekannten österreichischen Architekten, das nicht realisiert wurde. Wegen fehlender Geldmittel, der Größe des Projekts und der schwierigen Beschaffung einzelner Materialien zogen sich die Bauarbeiten hin. Die Kathedrale wurde im Jahr 1865 eröffnet.

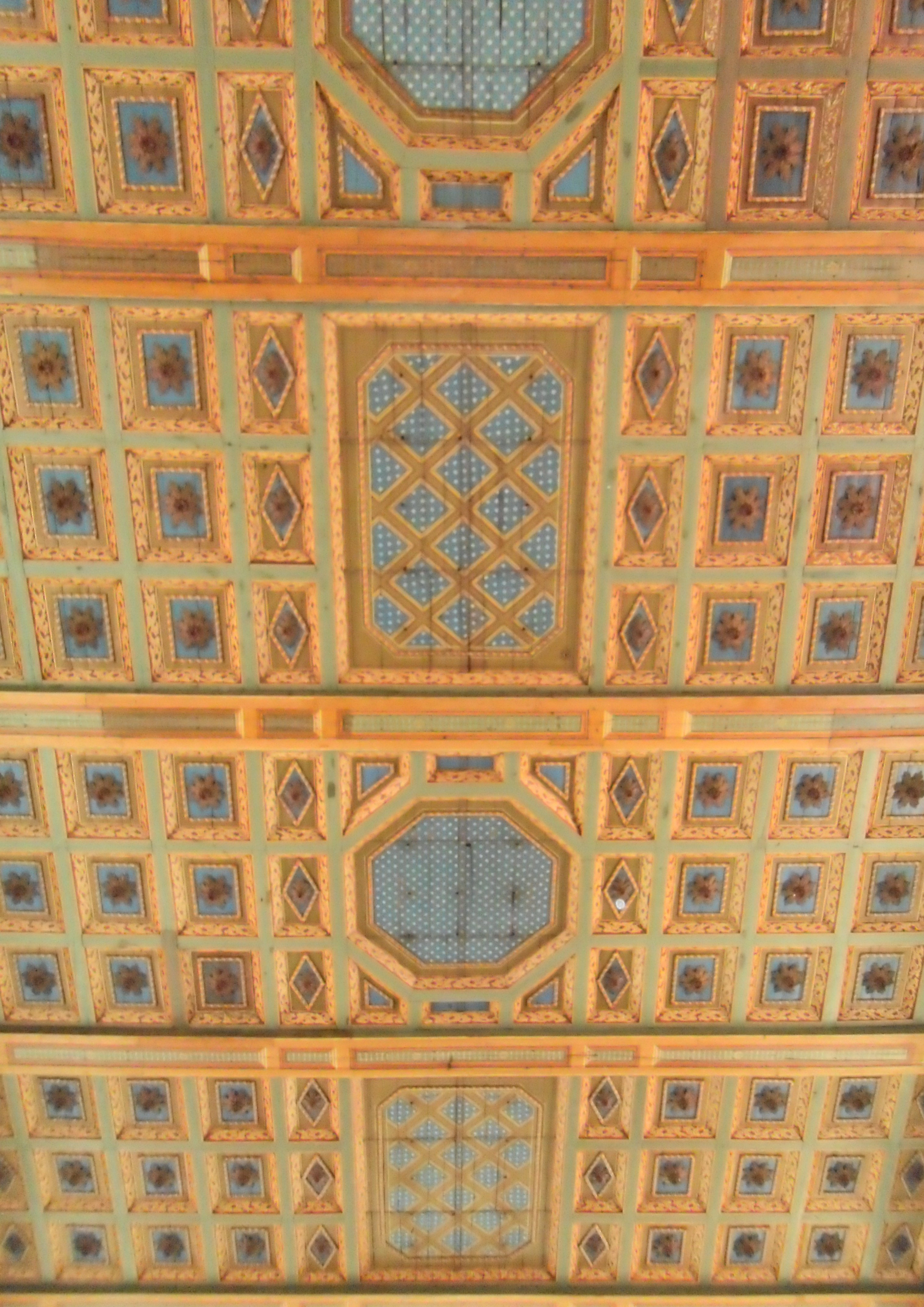
Von Kolë Idromeno gefertigte Kassettendecke

Der 50 Meter hohe Glockenturm war erst 1890 fertiggebaut. 1923 kamen zu den drei bereits vorhandenen Glocken noch zwei weitere hinzu. Nach dem Erdbeben von 1905 entwarf Kolë Idromeno 1909 eine neue Decke. Diese zählt zu den wichtigsten kulturellen Relikten der Stadt Shkodra, hat sich doch als einzige Innenausstattung der Kathedrale die kommunistische Periode überstanden.
Während des Ersten Balkankriegs in den Jahren 1912 und 1913, als die montenegrinische Armee die Stadt vom Tarabosh aus beschoss, suchten Einwohner Shkodras in der Kathedrale Zuflucht in der Hoffnung, dass die christlichen Belagerer die Kirche verschonen würden. Die Kathedrale wurde jedoch von mehr als 100 Geschossen getroffen und stark beschädigt, der Glockenturm brannte aus und viele Menschen fielen dem Angriff zum Opfer. Das Gebäude wurde während des Ersten Weltkriegs durch österreichische Finanzierung wiederhergestellt.
Anlässlich der 100-Jahr-Feier 1958 wurde das Innere der Kathedrale mit Malereien und einem neuen Altar verschönert. Diese Arbeiten sowie der große Andrang von Besuchern an den Feierlichkeiten standen im Gegensatz zur atheistischen Staatsdoktrin und wurden zum Teil von den Behörden auch unterbunden.

Als sich die kommunistische Volksrepublik Albanien 1967 zum Atheismus bekannte, wurden alle Gotteshäuser, Moscheen oder Kirchen, geschlossen, zerstört oder umfunktioniert. Die Kathedrale wurde als Sporthalle umgenutzt, das angrenzende erzbischöfliche Palais als Hotel. Die Fassade wurde mit einer Verkleidung im sozialistischen Stil versehen, der Glockenturm gesprengt, die Glocken eingeschmolzen. Im Jahr 1973 war sie Tagungsort des Frauenkongresses der Partei der Arbeit Albaniens.

„A multipurpose Sports Palace replaced the Catholic cathedral at Shkodra. It was fitted with bleacher seating along the sidelines, with floor lines painted for basketball, and its balcony seating was faced with large letters: ‚Glory to Marxism-leninism.‘ The cathedral presbytery and sacristy were outfitted as a swimming pool, complete with showers.“

„Ein Mehrzwecksportspalast löste die katholische Kathedrale in Shkodra ab. Entlang den Seitenlinien wurden Tribünen aufgestellt und am Boden Linien für Basketball aufgemalt. An den Balkon-Sitzen prangte in großen Buchstaben: ‚Ruhm dem Marxismus-Leninismus.‘ Das Presbyterium der Kathedrale und die Sakristei wurden als Schwimmbad inklusive Duschen ausgestattet.“

 Nach dem Zusammenbruch der albanischen Diktatur 1990 und 1991 wurde die Kathedrale am 7. März 1991 feierlich wiedereröffnet. Geleitet wurde der Festakt von Zef Simoni. Anwesend war unter den Tausenden von Gästen auch Mutter Teresa.
Am 25. April 1993 zelebrierte Papst Johannes Paul II. anlässlich seines Albanien-Besuchs im Stephansdom die heilige Messe, nachdem die Kathedrale innerhalb von zwei Jahren wiederhergestellt worden war. Er weihte vier neue Bischöfe der wiedergeborenen römisch-katholischen Kirche in Albanien.
Mit Spenden wurde ein neuer Kirchturm gebaut, der am 16. November 1999 geweiht wurde. 2007 erhielt die Kathedrale einen neuen Anstrich.

## Architektur

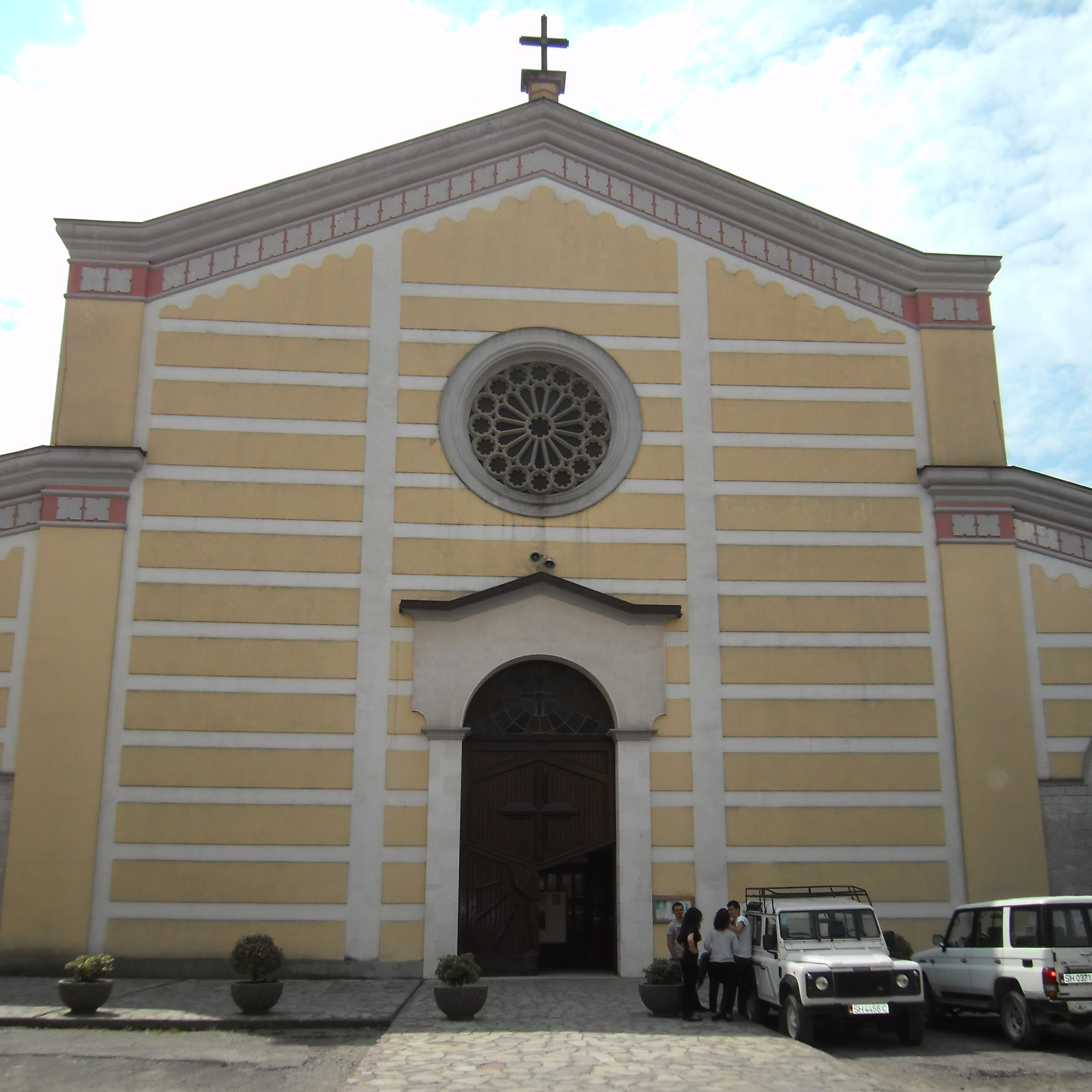
Hauptfassade

Die Stephanskathedrale ist dem Stil des Historismus zuzuordnen. Sie ist dreischiffig und besteht aus einem Langhaus sowie einem Chor. Die Kathedrale ist rund 74 Meter lang, 50 Meter breit und rund 23 Meter hoch. Mit Raum für 4000 sitzende oder 7000 stehende Gläubige galt sie bei der Errichtung als größte Kirche des Balkans.
Die der Straße Marin Bicikemi zugewandte Hauptfassade im Nordwesten sticht vor allem durch ihre oberhalb des Haupteingangs befindliche Fensterrose hervor.
An der südwestlichen Ecke befindet sich der Kirchturm. Auf der mittleren Höhe befinden sich zu allen vier Seiten Uhren. Auf der Turmspitze befindet sich über der Glockenstube die Laterne.
Nördlich der Kathedrale steht ein Jesuitenkolleg.